# Victor-Amédée II de Savoie-Carignan
Victor-Amédée II de Savoie, né à Turin le 31 octobre 1743, mort au même lieu en septembre 1780, est prince de Carignan de 1778 à 1780. Il est le fils de Louis-Victor de Savoie-Carignan, prince de Carignan, et de Christine-Henriette de Hesse-Rheinfels-Rotenbourg.
Il épouse à Oulx le 18 octobre 1768 Joséphine de Lorraine (1753 † 1797), sœur de Charles-Eugène de Lorraine (duc d'Elbeuf depuis 1763), fille de Louis-Charles de Lorraine (1725-1761), prince de Lambesc, et de Louise de Rohan-Rochefort. Ils n'ont qu'un fils :
- Charles-Emmanuel (1770 † 1800), prince de Carignan